# Syngenopsyllus
Syngenopsyllus är ett släkte av loppor. Syngenopsyllus ingår i familjen fågelloppor.
Kladogram enligt Catalogue of Life:
| Syngenopsyllus | \| \| Syngenopsyllus calceatus \| \| \| \| \| \| Syngenopsyllus lui \| \| \| \| |
|                | \| \| Syngenopsyllus calceatus \| \| \| \| \| \| Syngenopsyllus lui \| \| \| \| |
|                | Syngenopsyllus calceatus                                                        |
|                |                                                                                 |
|                | Syngenopsyllus lui                                                              |
|                |                                                                                 |